# Edwards c. Canada (P.g.)

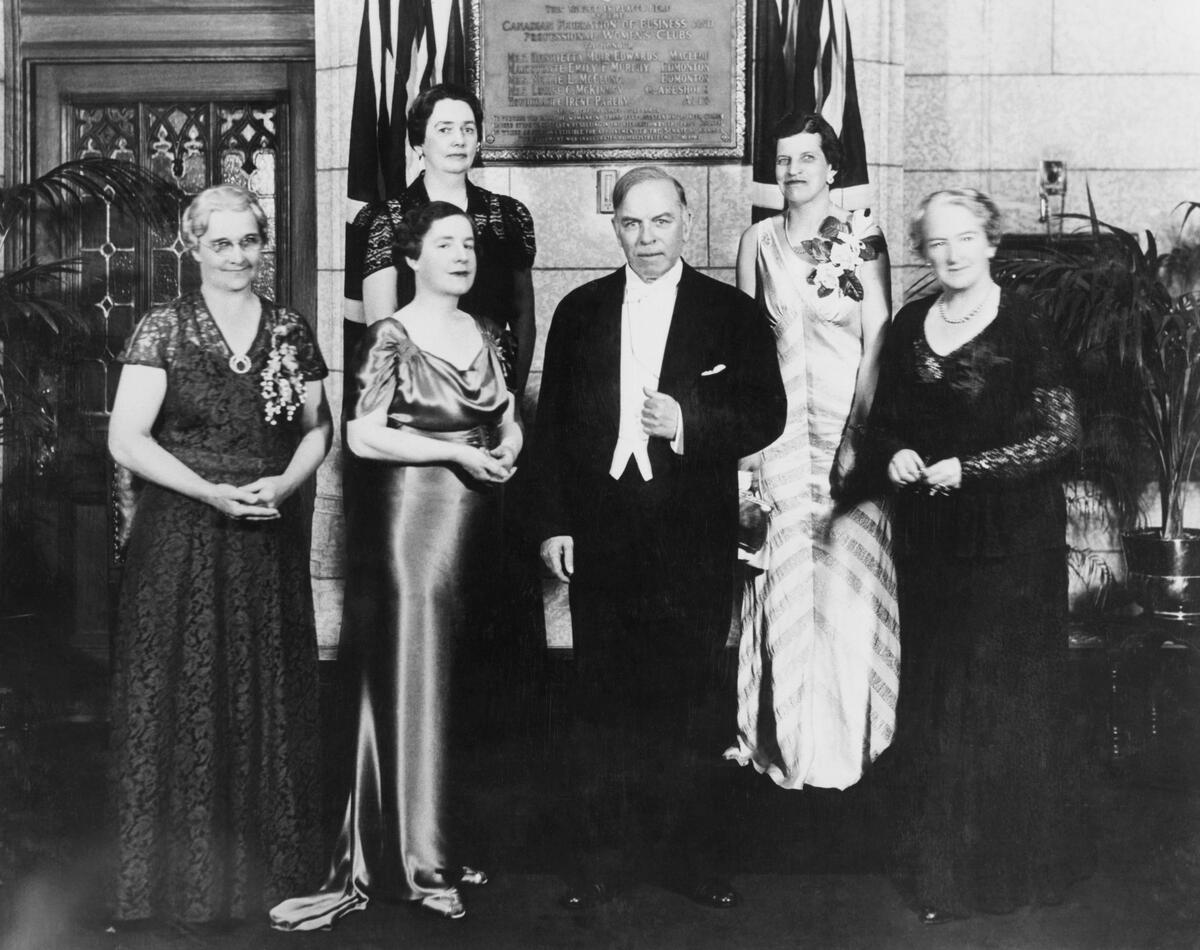
Les Célèbres cinq inaugurant la plaque commémorant leurs efforts dans l'Affaire « personne » en compagnie du premier ministre Mackenzie King.

L'arrêt Edwards c. Canada (P.g.) , également connu sous le nom d'Affaire personne, est une célèbre affaire constitutionnelle canadienne qui a été décidée en 1929 et qui a établi que les femmes étaient admissibles à siéger au Sénat du Canada. C'est un événement qui a profondément changé l’histoire des femmes au Canada, sur les plans social et politique. 

## Contexte historique

### Droit de vote des femmes dans les provinces de l'Ouest
L’avènement à cette décision à la plus haute cour d’appel au Canada prend d’abord racine à la suite de l’obtention du droit de vote des femmes au Canada en 1917.  En effet, à cette époque, les femmes de l’ouest du Canada ont obtenu le droit de suffrage bien avant d’autres provinces. D’ailleurs, en Alberta, deux femmes siègent à titre de juges municipales. Cependant, il était récurrent lorsque l’une des parties en cours était défaite, celle-ci affirmait que le jugement n’était pas valable. La raison étant que selon la Constitution de 1867, les femmes ne sont pas considérées comme des personnes. C’est le 26 novembre 1917 que les nominations de femmes juges sont reconnues comme légales avec la nomination de Mme Jamieson.

### Propositions de modifications constitutionnelles provenant d'hommes politiques
Les femmes n’étaient pas les seules à réclamer un changement à la Loi constitutionnelle. Effectivement, le premier ministre du Canada en fonction à l’époque, Mackensie King, a fait la proposition au Sénateur Archibald McCoig d’un amendement de la Loi constitutionnelle. Il avance à l’époque que même s’il voudrait nominer une femme au Sénat, il leur est impossible. Cependant, la proposition n’a jamais été faite. Ainsi, face à la proposition n’ayant jamais eu lieu, les Célebres cinq prennent la décision d’envoyer une pétition au gouvernement canadien en lien avec l’interprétation du mot personne. La pétition demande une réponse de la Cour suprême face à deux questions. Celles-ci sont le gouverneur général en conseil du Canada, ou le Parlement du Canada, ou l’un des deux, ont-ils le pouvoir de nommer une femme au Sénat ? et est-il constitutionnellement possible pour le Parlement du Canada, en vertu des dispositions de l’AANB ou autrement, de prendre des dispositions pour la nomination d’une femme au Sénat canadien?

### L’Affaire Cyr avant l’Affaire  «personne»
Le déclenchement du mouvement de l’Affaire « personne » s’est enclenché à la suite de l’arrestation ainsi que le procès Cyr. En 1917, Lizzie Cyr est arrêtée et jugée pour prostitution et pour la transmission de la maladie de la gonorrhée. À l’époque, elle sera représentée par Cameron, un avocat excentrique connu pour représenter des marginaux. Il faut comprendre qu’à l’époque, soit dans les années 1910, de sérieuses réformes sont entreprises en Alberta afin de purifier Calgary. Ces mouvements sont fortement influencés par des groupes comme le YWCA ainsi que par le Conseil national des femmes. Dans ces conditions, Mme Cyr est reconnue coupable par la juge Jamieson. Cette dernière avec Emily Murphy est à l’époque les seules juges femmes du Commonwealth. Cameron refusant de perdre, prend des moyens afin de contrer la décision d’Alice Jamieson. C’est donc au courant de la même année que l’avocat tente d’infirmer la décision en mettant de l’avant l’aspect qu’à titre de femme magistrate, celle-ci n’a aucun pouvoir. Par le fait même qu’elle n’est pas une personne. C’est à la suite de cet événement qu’en novembre 1917, la Cour suprême de l’Alberta nomme légalement Mme Jamieson comme juge. C’est dans ces circonstances que l’Alberta est la première province qui reconnaît sur le plan juridique la femme comme une personne.

## Les faits
C’est dans ces conditions que plusieurs femmes d’Alberta souhaitent que l'ensemble des femmes du Canada puisse bénéficier des mêmes droits et par le fait même avoir la possibilité d’obtenir la nomination d’une femme à titre de sénatrices à Ottawa. Le refus unanime de la Cour suprême du Canada en 1928 face à cette demande repose sur la Loi constitutionnelle de 1867 qui proclame que les femmes ne sont pas considérées comme des personnes, donc elles ne peuvent pas siéger à titre de sénatrice. C’est face à cette réponse que les Célèbres cinq, portent leur cause en 1929 au Comité judiciaire du Conseil privé, qui était alors le tribunal de dernier recours du Canada au sein de l'Empire britannique et du Commonwealth. 
La disposition législative contestée est l’article 24 de la Loi constitutionnelle de 1867 (LC 1867). L’article met de l’avant que seulement les « personnes qualifiées » peuvent occuper un poste au sein du Sénat du Canada. En revanche, pour adhérer à cette qualification, il faut satisfaire certaines exigences. Celles-ci sont d’avoir un minimum de 30 ans, posséder des biens d’une valeur minimale de 4000$ ainsi que résider dans la province pour laquelle la personne porte sa nomination. Cependant, dans aucune de ces exigences le rapport au genre n’est exprimé. En 1867 la loi du gouvernement atteste que le terme « personne » ne fait allusion qu’aux hommes. Alors, le gouvernement en déduit que le terme « personne » de l’article 24 n’inclut pas les femmes.

## Jugement de la Cour suprême du Canada
Cependant, le jugement de la Cour suprême est que le mot « personne » dans la Loi constitutionnelle de 1867 doit d’être interprété de la même manière qu’en 1867 lorsque la loi a été adoptée. De plus, les juges affirment que si telle était l'intention du  constituant, elle aurait été formulée à l’époque si des nominations au Sénat pour les femmes étaient prévues.

## Jugement du Comité judiciaire du Conseil privé
Déçues de la réponse obtenue, les Célèbres cinq ne baissent pas les bras. Elles décident de se rendre au comité judiciaire du conseil privé, la plus haute cour d’appel au Canada. Après de longues délibérations elle prend la décision le 18 octobre 1929 que le terme personne de l’Article 24 inclut les femmes et qu’elles sont admissibles à occuper des postes dans les institutions publiques y compris le Sénat du Canada.

## Incidences de l'arrêt
L'affaire «personne» est une affaire historique à deux égards. L'affaire a établi que les femmes canadiennes étaient admissibles à être nommées sénatrices et a également établi que la Constitution canadienne devrait être interprétée d'une manière plus conforme aux besoins de la société.
Certains considéraient l'éligibilité des femmes au Sénat comme un « changement radical »; d'autres y voyaient une restauration de la structure originale des documents constitutionnels anglais, y compris le Bill of Rights de 1689, qui n'utilise que le terme «personne», et non le terme « homme » (ou «femme» d'ailleurs).
D'autres ont interprété la règle du Conseil privé comme entraînant un changement dans l'approche judiciaire canadienne de la Constitution canadienne, une approche qui est devenue connue sous le nom de doctrine de l'arbre vivant. Il s'agit d'une doctrine d'interprétation constitutionnelle qui dit qu'une constitution est organique et doit être lue de manière large et libérale afin de l'adapter aux temps changeants.
C’est le 15 février 1930 qu’une femme prête serment comme première sénatrice du Canada. Cette femme est Cairine Wilson, qui y siégera jusqu’à son décès en 1962. Les femmes sont alors légalement considérées comme des personnes et il est à partir de cette date interdit de leur refuser certains droits. Grâce à cet événement, les femmes peuvent ensuite poursuivre leurs luttes pour obtenir davantage de droits. Cependant, la décision de la cour privée prise en 1929 n'inclut pas toutes les femmes.  Effectivement, les femmes autochtones et les femmes d'origine et de descendance asiatiques n’ont pas encore ce droit.